# Castoraeschna decurvata
Castoraeschna decurvata là loài chuồn chuồn trong họ Aeshnidae. Loài này được Dunkle & Cook mô tả khoa học đầu tiên năm 1984.